# Zahrádky (Liberec)
Zahrádky é uma comuna checa localizada na região de Liberec, distrito de Česká Lípa‎.